# Svenska folket i helg och söcken
Svenska folket i helg och söcken, i krig och fred, hemma och ute eller ett tusen år av Svenska bildningens och sedernas historia, ibland förkortad till Svenska Folket I–II är ett historiskt verk av August Strindberg med illustrationer av bland andra Carl Larsson. Strindberg skrev verket mycket fort, under ungefär ett år, mellan början av 1881 till början av 1882. Först gavs den ut som en serie häften under perioden september 1881 till december 1882 på Fritzes förlag. I samband med att sista häftet kom ut, publicerades även helheten i två bokvolymer, Förra Bandet och Senare Bandet. 1892 gav svenskamerikanen Algot Emanuel Strand (Liljestrand) ut en piratupplaga av verket, den så kallade Chicagoupplagan av Svenska Folket.
Vid tiden för författandet av Svenska Folket var Strindberg anställd på Kungliga Biblioteket, där han från 1874 varit verksam som e.o. amanuens. Han hade specialiserat sig på sinologi och kulturhistoria, och i mindre utsträckning även på bibliografi och kartografi. I februari 1881, förmodligen då han påbörjat författa Svenska Folket, begärde han tjänstledigt och i ett brev sade han upp sig med verkan från 1 september 1882 och fokuserade därefter på att vara verksam författare.
Mottagandet av verket var initialt mycket kritiskt, främst av andra historiker. Verket innehöll en mängd sakfel men framförallt var det Strindbergs radikala politiska ställningstagande för folket och mot kungar och adelsmän som kritiserades och provocerade. Långt senare har verket omskrivits i helt andra ordalag. Exempelvis beskrev Vilhelm Moberg i sin artikel Ett underskattat pionjärverk i Ord och Bild (nummer 5, 1970) Svenska Folket som en föregångare i fråga om samhällskritisk och antirojalistisk historieskrivning. Den myckna kritiken som verket mötte omskrev Strindberg själv i kapitel 3, "Nere och Oppe igen", i boken Författaren som skrevs 1886 som fjärde och sista delen i Tjänstekvinnans son.